# Fighton Simukonda
Fighton Simukonda (2 de fevereiro de 1958 – 15 de fevereiro de 2016) foi um ex-futebolista e treinador de futebol zambiano. Ele fazia parte muito bem sucedida de Nkana Red Devils, ao lado dos anos 80, ganhando 5 títulos da liga, e ele também capitaneou a Zâmbia. Como treinador, ele ganhou vários títulos no Campeonato Zambiano de Futebol e se tornou o primeiro treinador a liderar um clube zambiano para a fase dos grupos da Liga dos Campeões da CAF.